# Jason Blake
Jason Blake (né le 2 septembre 1973 à Moorhead aux États-Unis) est un joueur professionnel américain de hockey sur glace.

## Biographie

### Carrière
Il débute avec les Waterloo BlackHawks de l'United States Hockey League, et inscrit lors de sa seconde saison 50 buts et 50 passes décisives en 47 matchs. Il rejoint par la suite le championnat universitaire avec les Bulldogs de Ferris State en 1995. En 1995-96, il change d'université et doit alors conformément au règlement de la NCAA patienter une saison avant de pouvoir rejouer au niveau universitaire. Se faisant repérer lors des trois saisons qui vont suivre – il dépasse les 50 points chaque année – il signe le 17 avril 1999, pour les Kings de Los Angeles en tant qu'agent libre. Il joue alors un match avec les Kings et cinq autres avec les Solar Bears d'Orlando de la Ligue internationale de hockey. Au cours de ce match dans la LNH contre les Blues de Saint-Louis, il va inscrire son premier but de sa carrière dans la LNH. Il réalise de bons camps d'entraînements et gagne sa place au sein de l'effectif des Kings pour la saison 1999-2000.
Le 3 janvier 2001, il rejoint les Islanders de New York en retour d'un choix de cinquième ronde lors du repêchage d'entrée de la LNH au cours de l'été suivant. Il joue sa première saison complète dans la LNH en 2001-2002 jouant les 82 matchs de la saison régulière. À l'issue de la saison 2003-2004, il est sélectionné pour jouer la Coupe du monde de hockey 2004.
Il joue le 55e Match des étoiles de LNH au cours de la saison 2006-2007 inscrivant deux passes décisives. Le 5 juillet 2007, laissé libre par les Islanders, il signe un contrat pour cinq saisons avec les Maple Leafs de Toronto, contrat pour 20 millions de dollars. Le 8 octobre 2007, il annonce à la presse et à ses coéquipiers qu'il souffre d'une leucémie myéloïde chronique mais affirme alors qu'il est déjà en cours de traitement et que la maladie ne perturbera en rien son jeu pour les Leafs.
Le 31 janvier 2010, il passe des Maple Leafs aux Ducks d'Anaheim en compagnie du gardien Vesa Toskala en retour du gardien québécois Jean-Sébastien Giguère.

### Trophées et honneurs
Championnat NCAA
- 1994-95 : sélectionné dans l'équipe type des recrues (CCHA)
- 1996-97 : sélectionné dans la première équipe type (WCHA)
- 1997-98 : sélectionné dans la première équipe type (WCHA)
- 1997-98 : sélectionné dans la seconde équipe type de l'est pour les américains (NCAA)
- 1998-99 : sélectionné dans la première équipe type (WCHA)
- 1998-99 : élu joueur de l'année (WCHA)
- 1998-99 : sélectionné dans la première équipe type de l'est pour les américains (NCAA)

Ligue nationale de hockey
- 2006-07: joue le 55e Match des étoiles

## Statistiques de carrière

### En club
| Saison     | Équipe                           | Ligue      |     | Saison régulière | Saison régulière | Saison régulière | Saison régulière | Saison régulière |   | Séries éliminatoires | Séries éliminatoires | Séries éliminatoires | Séries éliminatoires | Séries éliminatoires |
| Saison     | Équipe                           | Ligue      | PJ  | B                | A                | Pts              | Pun              | PJ               | B | A                    | Pts                  | Pun                  |                      |                      |
| 1992-1993  | Black Hawks de Waterloo          | USHL       | 45  | 24               | 27               | 51               | 107              | -                | - | -                    | -                    | -                    |                      |                      |
| 1993-1994  | Black Hawks de Waterloo          | USHL       | 47  | 50               | 50               | 100              | 76               | -                | - | -                    | -                    | -                    |                      |                      |
| 1994-1995  | Bulldogs de Ferris State         | NCAA       | 36  | 16               | 16               | 32               | 46               | -                | - | -                    | -                    | -                    |                      |                      |
| 1996-1997  | Fighting Sioux du Dakota du Nord | NCAA       | 43  | 19               | 32               | 51               | 44               | -                | - | -                    | -                    | -                    |                      |                      |
| 1997-1998  | Fighting Sioux du Dakota du Nord | NCAA       | 38  | 24               | 27               | 51               | 62               | -                | - | -                    | -                    | -                    |                      |                      |
| 1998-1999  | Fighting Sioux du Dakota du Nord | NCAA       | 38  | 28               | 41               | 69               | 49               | -                | - | -                    | -                    | -                    |                      |                      |
| 1998-1999  | Solar Bears d'Orlando            | LIH        | 5   | 3                | 5                | 8                | 6                | 13               | 3 | 4                    | 7                    | 20                   |                      |                      |
| 1998-1999  | Kings de Los Angeles             | LNH        | 1   | 1                | 0                | 1                | 0                | -                | - | -                    | -                    | -                    |                      |                      |
| 1999-2000  | Ice Dogs de Long Beach           | LIH        | 7   | 3                | 6                | 9                | 2                | -                | - | -                    | -                    | -                    |                      |                      |
| 1999-2000  | Kings de Los Angeles             | LNH        | 64  | 5                | 18               | 23               | 26               | 3                | 0 | 0                    | 0                    | 0                    |                      |                      |
| 2000-2001  | Lock Monsters de Lowell          | LAH        | 2   | 0                | 1                | 1                | 2                | -                | - | -                    | -                    | -                    |                      |                      |
| 2000-2001  | Kings de Los Angeles             | LNH        | 17  | 1                | 3                | 4                | 10               | -                | - | -                    | -                    | -                    |                      |                      |
| 2000-2001  | Islanders de New York            | LNH        | 30  | 4                | 8                | 12               | 24               | -                | - | -                    | -                    | -                    |                      |                      |
| 2001-2002  | Islanders de New York            | LNH        | 82  | 8                | 10               | 18               | 36               | 7                | 0 | 1                    | 1                    | 13                   |                      |                      |
| 2002-2003  | Islanders de New York            | LNH        | 81  | 25               | 30               | 55               | 58               | 5                | 0 | 1                    | 1                    | 2                    |                      |                      |
| 2003-2004  | Islanders de New York            | LNH        | 75  | 22               | 25               | 47               | 56               | 4                | 2 | 0                    | 2                    | 2                    |                      |                      |
| 2004-2005  | HC Lugano                        | LNA        | 7   | 2                | 2                | 4                | 4                | -                | - | -                    | -                    | -                    |                      |                      |
| 2005-2006  | Islanders de New York            | LNH        | 76  | 28               | 29               | 57               | 60               | -                | - | -                    | -                    | -                    |                      |                      |
| 2006-2007  | Islanders de New York            | LNH        | 82  | 40               | 29               | 69               | 34               | 5                | 1 | 2                    | 3                    | 2                    |                      |                      |
| 2007-2008  | Maple Leafs de Toronto           | LNH        | 82  | 15               | 37               | 52               | 28               | -                | - | -                    | -                    | -                    |                      |                      |
| 2008-2009  | Maple Leafs de Toronto           | LNH        | 78  | 25               | 38               | 63               | 40               | -                | - | -                    | -                    | -                    |                      |                      |
| 2009-2010  | Maple Leafs de Toronto           | LNH        | 56  | 10               | 16               | 26               | 26               | -                | - | -                    | -                    | -                    |                      |                      |
| 2009-2010  | Ducks d'Anaheim                  | LNH        | 26  | 6                | 9                | 15               | 10               | -                | - | -                    | -                    | -                    |                      |                      |
| 2010-2011  | Ducks d'Anaheim                  | LNH        | 76  | 16               | 16               | 32               | 41               | 6                | 3 | 1                    | 4                    | 0                    |                      |                      |
| 2011-2012  | Ducks d'Anaheim                  | LNH        | 45  | 7                | 5                | 12               | 6                | -                | - | -                    | -                    | -                    |                      |                      |
| Totaux LNH | Totaux LNH                       | Totaux LNH | 871 | 213              | 273              | 486              | 455              | 30               | 6 | 5                    | 11                   | 19                   |                      |                      |

### En équipe nationale
| Année | Équipe     | Compétition                                |   | PJ | B | A | Pts | Pun                    |  | Résultat |
| 1999  | États-Unis | Qualification pour le championnat du monde | 2 | 0  | 1 | 1 | 2   |                        |  |          |
| 2000  | États-Unis | Championnat du monde                       | 7 | 1  | 1 | 2 | 2   | 5e place               |  |          |
| 2004  | États-Unis | Coupe du monde                             | 4 | 1  | 0 | 1 | 2   | Défaite en demi-finale |  |          |
| 2006  | États-Unis | Jeux Olympiques                            | 6 | 0  | 0 | 0 | 2   | 8e place               |  |          |